# کوه گائونگ فات
کوه گائونگ فات (به لاتین: Mount Gaungphat) یک کوه در میانمار است که در ایالت کایین واقع شده‌است. کوه گائونگ فات ۹۲ متر بالاتر از سطح دریا واقع شده‌است.